# Merkava Mark 4
 (novembre 2023).
Si vous disposez d'ouvrages ou d'articles de référence ou si vous connaissez des sites web de qualité traitant du thème abordé ici, merci de compléter l'article en donnant les références utiles à sa vérifiabilité et en les liant à la section « Notes et références ».
Le Merkava Mk. 4 est le quatrième et dernier de la série des chars de combat Merkava. Il intègre les dernières technologies mises au point en Israël en ce qui concerne la conduite de tir, la stabilisation de l'armement, les blindages, les communications et la puissance de feu.

## Historique
Le Merkava Mk. 4 est dévoilé en juin 2002 lors d'une cérémonie organisée par l'Armée de défense d'Israël. Le 13 mars 2003, le tout premier Merkava Mk. 4 est livré à l'école des blindés Shizafon où il servira à la formation et à la conversion des équipages. Le baptême du feu du Merkava Mark 4 a lieu durant l'été 2006, durant la seconde guerre du Liban.

## Caractéristiques techniques

### Protection

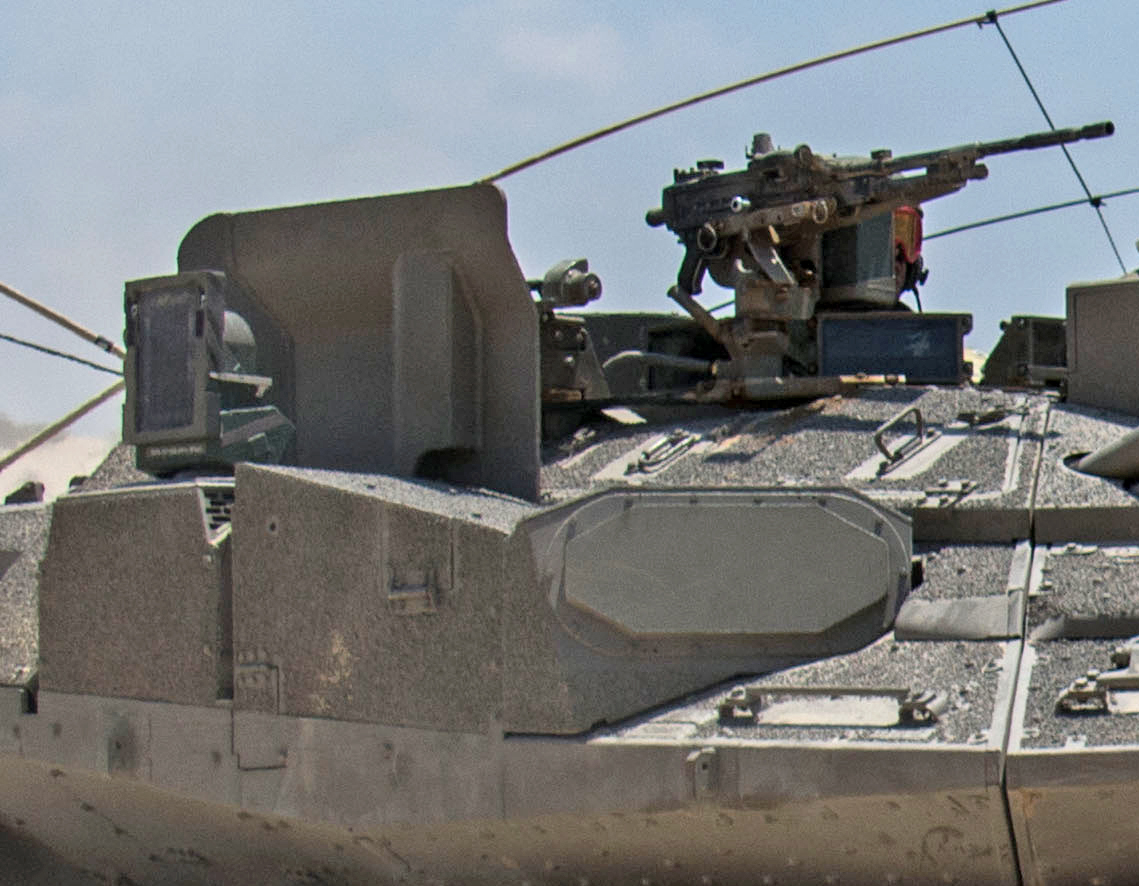
Une munition tueuse et un radar faisant partie du système de protection active Trophy.

Le toit de la tourelle du Mk. 4 est protégé par un blindage composite épais de 200 à 300 mm capable d'encaisser l'impact d'un missile antichar arrivant sous environ 70° d'incidence. Sa tourelle consiste en une structure en acier ceinturée par une série de modules détachables renfermant, entre autres, des éléments de blindage réactif explosif. Quatre détecteurs d'alerte laser Amcoram LWS-2 sont montés sur la tourelle.
Le Merkava Mk. 4M Windbreaker intègre un système de protection active Trophy de type hard-kill. Conçu par Rafaël, il est capable d'abattre en vol les projectiles antichar d'assaillants.
Un système de protection CBRN appelé LSS (Life Support System) est monté à l'arrière de la tourelle, conçu par Shalon Chemical Industries Ltd et Elbit Systems Ltd, il assure la filtration, la climatisation et la surpression du compartiment de combat.

### Armement

#### Principal
Le canon MG251-LR de 120 mm  du Merkava Mk. 4 possède une pression admissible en chambre supérieure à celle du MG251 armant le Merkava Mk. 3. Cela lui permet de tirer des munitions flèches utilisant des poudres propulsives plus énergétiques.
Dix munitions sont prêtes au tir, elles sont logées dans deux barillets à munitions situés au-dessus du chemin de roulements, à l'arrière droite de la tourelle. Le tireur dispose d'un clavier lui permettant de sélectionner le type de munition à charger, les barillets tournent de façon à présenter et sortir la munition demandée.

#### Secondaire
Une mitrailleuse MAG de calibre 7,62 mm est montée de manière coaxiale à gauche du canon de 120 mm. Le Merkava Mk. 4 peut embarquer jusqu'à dix mille cartouches de 7,62 × 51 mm en bandes de deux cents.
Afin de contrer les tireurs embusqués, une mitrailleuse lourde M2 de 12,7 mm est montée sur le masque du canon de 120 mm et suit les mouvements de celui-ci. Elle fait partie du kit de combat urbain LIC (Low intensity conflict) et est opérée sous blindage, depuis l'intérieur du char.
Un mortier Soltam Commando de 60 mm est monté dans le toit de la tourelle devant le poste du chargeur, il est opéré par ce dernier, depuis l'intérieur.

### Moyen d'observation et conduite de tir
La conduite de tir automatique porte l'appellation Knight Mk. 4 et intègre un système de poursuite automatique des cibles.
Le viseur panoramique du chef de char et le viseur du tireur sont stabilisés en site et en gisement et possèdent tous les deux une voie thermique et une voie jour vidéo, affichant une image en noir et blanc ou en couleurs.
Les images filmées par les viseurs sont enregistrées dans un enregistreur de missions numérique VDS-60 fabriqué par Vectop.

### Mobilité

#### Motorisation
Le moteur Diesel Teledyne Continental AVDS-1790 1 500 HP est initialement choisi pour le Mk. 4, ce moteur de 1 500 ch possède en effet un grand nombre de pièces interchangeables avec les moteurs à refroidissement par air de la série AVDS-1790 installés sur les modèles précédents de Merkava, les Magach ainsi que les Sho't remotorisés.
Finalement, le MANTAK opte pour le GD883 ; une version produite sous licence par General Dynamics à partir du MTU MT-883 Ka 500 allemand. La raison de ce choix est très spécifique : bien que plus coûteux et moins coupleux, le GD883 à l'avantage d'avoir un système à refroidissement liquide. Ce dernier est plus facile à intégrer dans le compartiment moteur du char et permet donc d'éliminer la bosse du capot moteur présente sur les précédents Merkava. Sans cette bosse, le glacis est plus uniforme, il améliore la visibilité du conducteur et facilite l'intégration du blindage composite dans le glacis, contribuant ainsi à la protection balistique du Merkava Mk. 4.
Un groupe auxiliaire de puissance est monté dans un coffre blindé à l'arrière gauche du châssis.

#### Transmission
Le Merkava Mk. 4 utilise la boîte de vitesses automatique Renk RK 325 qui possède cinq rapports en marche avant et cinq en marche arrière.

#### Suspension
Le Merkava Mk. 4 reprend le train de roulement du Merkava Mk. 3.

## Engagement dans des conflits
Lors du conflit israélo-libanais de 2006, du fait de la mise en service récente des Merkava 4, une minorité seulement des chars utilisés était de ce type. Il y a eu 52 chars Merkava touchés par des  missiles antichars (33 Mk2/3, 19 Mk4) et trois détruits par des engins explosifs improvisés. Sur les 52 chars touchés par des missiles, 22 ont été détruits, portant ainsi à 25 le nombre de Merkava irrémédiablement détruits lors de ce conflit. Le taux de pénétration des missiles antichars est identique à celui enregistré lors de la première guerre du Liban (45 %), mais inférieur à celui de la guerre du Kippour (60 %).
La conception du Merkava, privilégiant la protection des équipages, s'est en revanche montrée pertinente, les chars touchés transportaient au total environ 220 hommes et le bilan humain s’établit à 23 morts, soit environ 10 % des hommes exposés (contre 35 % pendant la guerre du Kippour) .
Il faut noter aussi que les Merkava 4 ont mieux résisté aux impacts que les anciennes générations.
Il est employé lors de l'offensive terrestre israélienne de 2023-2025 dans la bande de Gaza. Un est capturé après avoir été endommagé par un drone en octobre 2023, et un premier, de la version Barak, est confirmé détruit mi-novembre 2024 à cause d'un engin explosif improvisé de très forte puissance, seul le pilote à survécu.

## Parc en ligne et futur
En mars 2012, on estime le nombre de Mk. 4 en service à 360 (environ 300 en commande); en service dans les 7e et 401e brigades en 2015.
En août 2013, le gouvernement israélien annonce, après hésitations, que la production de Mark IV, qui occupe 6 000 personnes est maintenue et le retrait futur des Mark I et II qui seront proposés à l'exportation.
Une nouvelle génération de char devait apparaître en 2020. En 2012, le journal The Jerusalem Post spécule qu'il pourrait être armé d'un canon électromagnétique ou d'un laser, équipé d'un moteur hybride et que son équipage pourrait être réduit à deux personnes mais en 2023, c'est un Mark 4 modernisé sous le nom de Barak qui entre en service.

## Versions et variantes

### Modèles
- Merkava Mark 4A : modèle initial.
- Merkava Mark 4B Bet : modèle entré en service en 2011-2012, il possède un nouveau viseur panoramique pour le chef de char.
- Merkava Mark 4M Meil Ruach Wind Breaker : appellation des modèles équipés, à partir de 2009, du système de protection active Trophy.
- Merkava Mark 4 400 : Merkava Mk. 4M équipé d'un nouveau système d'information terminal (SIT) Mesoa 750.
- Merkava Mark 4 Barak : version revalorisée du Merkava Mk. 4, outre le système de protection active Trophy monté de série, il possède de nouveaux écrans tactiles plus grands[13], intègre le système de réalité augmentée Iron Vision combinant des caméras de vision périphérique (dont une caméra de recul) à des casques de réalité virtuelle. Le viseur panoramique du chef de char est remplacé un viseur panoramique COAPS-L, conçu et fabriqué par Elbit Systems. L'électronique de bord comprend un système informatique géré par une intelligence artificielle[14]. Révélé en 2018, ce modèle est entré en service en mai 2023.

### Variantes
- Namer : véhicule blindé de transport de troupes conçu sur le châssis du Merkava Mk. 4, appelé Namer (« Tigre » ou Nagmash Merkava), il est entré en service en septembre 2008. En février 2009, Tsahal a commandé cent trente Namer et en a reçu dix. Huit cents autres véhicules devraient être commandés pour remplacer à terme les M-113 Zelda, offrant ainsi une meilleure protection aux troupes embarquées.
- Nemera : char de dépannage conçu sur le châssis du Merkava Mk. 4. Appelé Nemera (« Tigresse »), il a été développé pour pouvoir dépanner le Merkava Mk. 4, plus lourd, et remplacer les vieux M88 américains. .
- Merkava Mk. 4 AVLB : véhicule blindé pontonnier conçu sur le châssis du Merkava Mk. 4. Deux exemplaires ont été livrés à l'armée de terre philippine en 2022[15].

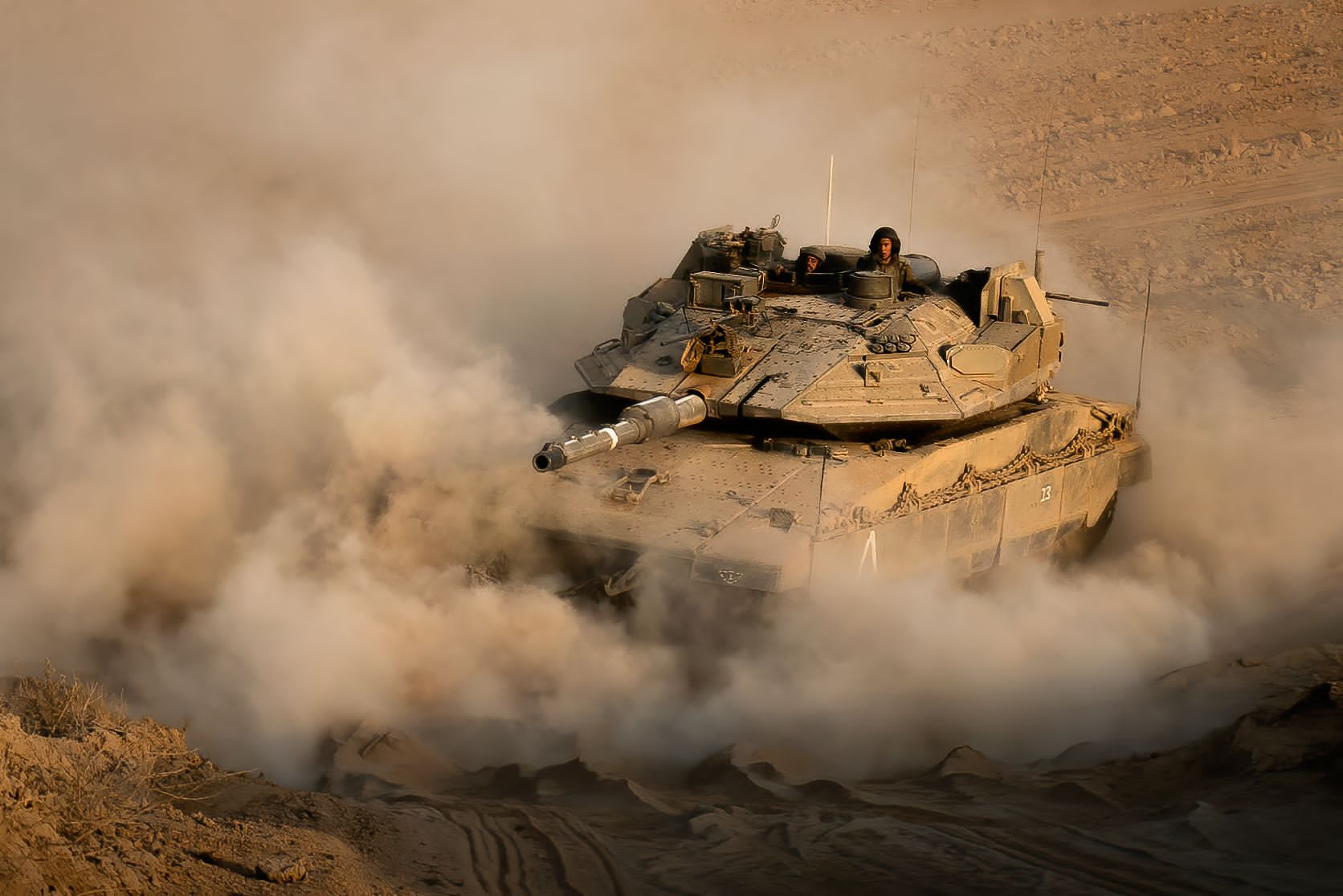
Un Merkava Mk. 4M du 82e bataillon évoluant le long de la frontière bordant Gaza lors de l'opération Aube naissante.
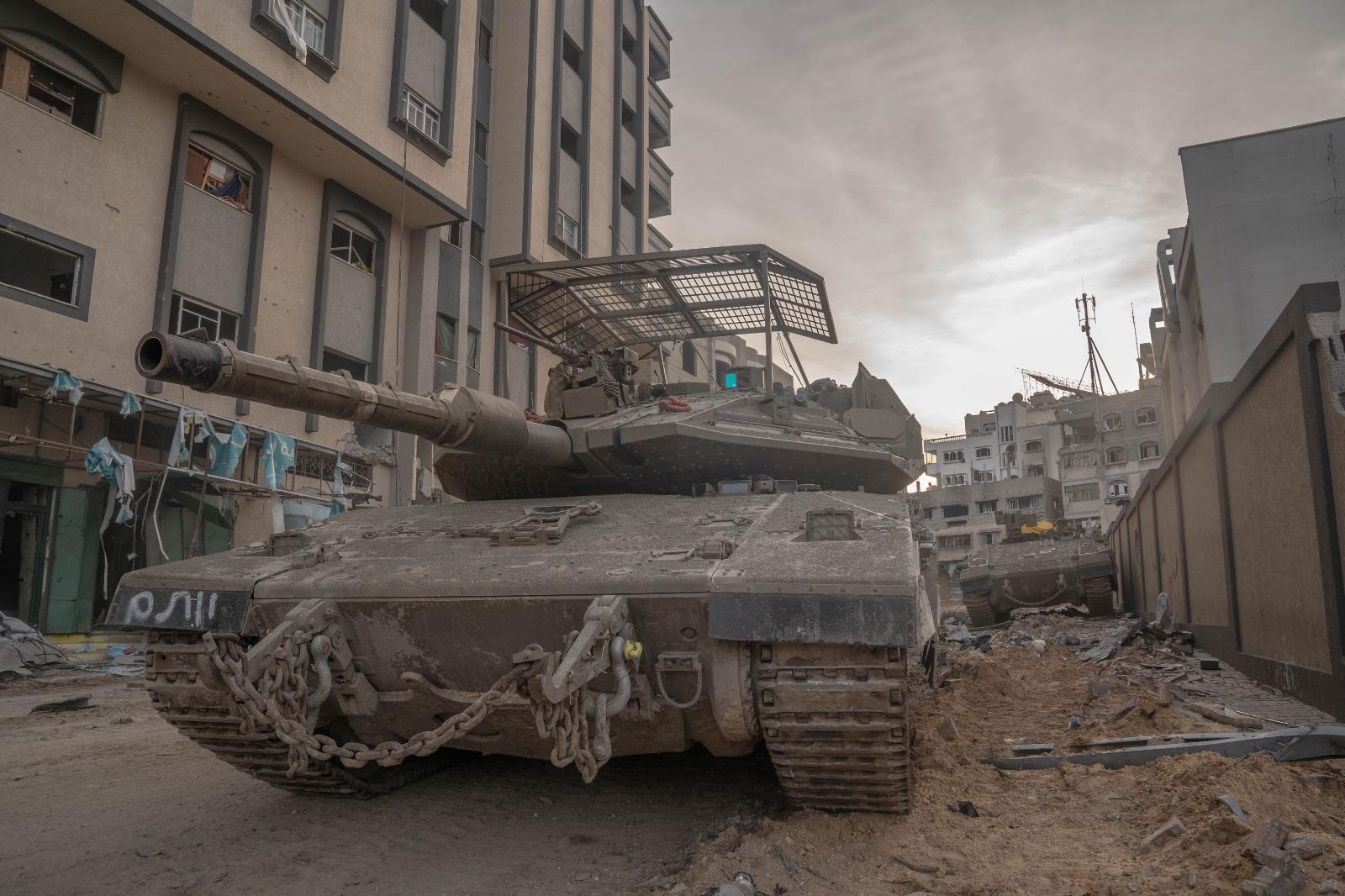
Un Merkava Mk. 4 progressant dans une rue de Gaza, lors de l'opération Swords of Iron, en novembre 2023.
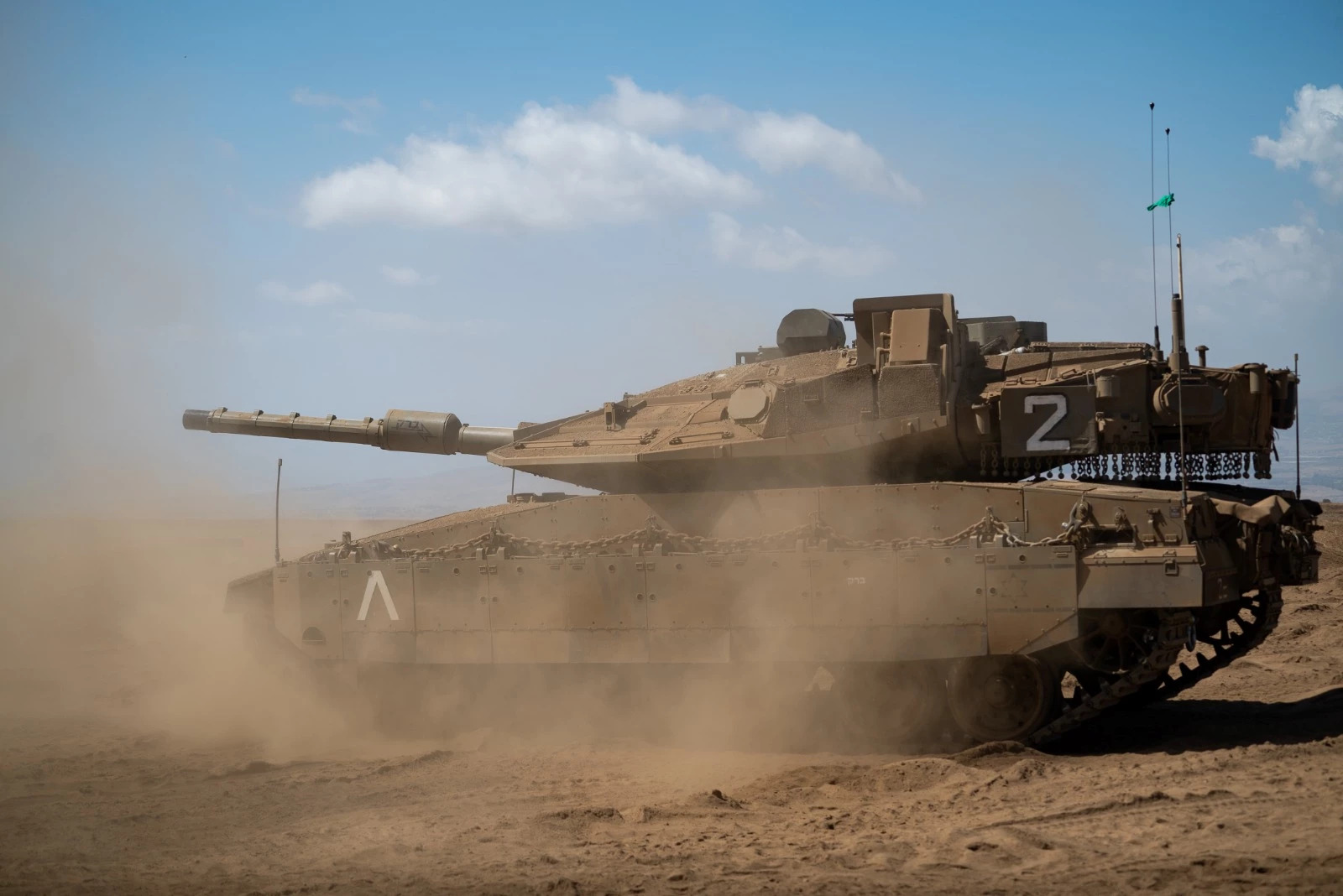
Le Merkava Mk. 4 Barak est reconnaissable par la forme particulière de son viseur panoramique.
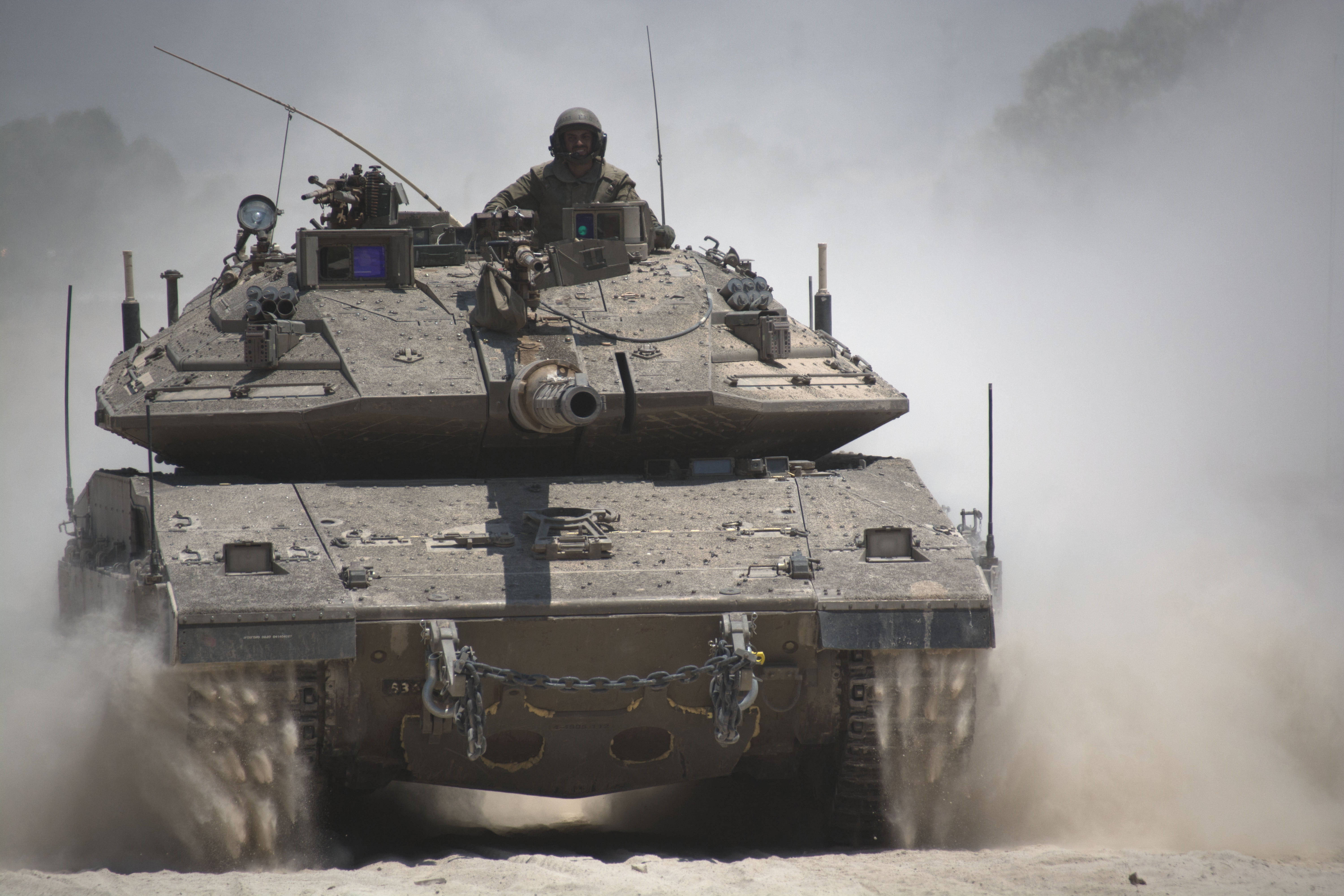
Un Merkava Mk. 4 près de la frontière avec la bande de Gaza, en 2014.